# Jean-Arnold Barrett
Pour les articles homonymes, voir Barrett.
Jean-Arnold Barrett, né le 22 février 1770 à Looz, dans le Limbourg (Principauté de Liège), et mort le 31 juillet 1835 à Flémalle-Haute (Belgique), est un prêtre du diocèse de Liège, dix-neuvième évêque de Namur 1833. Il le reste jusqu’à sa mort deux ans plus tard, en 1835.

## Origine et formation
Fils de médecin catholique irlandais en exil dans la principauté de Liège, Barrett naît à Looz le 22 février 1770. Il fait ses études de théologie à Rome, et est ordonné prêtre le 23 février 1793, en la basilique du Latran, à Rome.

## Retour en Belgique
Rentré au pays en 1794 il refuse d’accepter la constitution civile du clergé et devient l’âme de l’opposition à l’abbé Lejéas, évêque concordataire de Liège, jamais vraiment accepté dans son diocèse. Cela lui vaut un long exil à Besançon en France.
Les Pays-Bas méridionaux étant détachés de la France, Barrett revient à Liège en février 1813 où le siège est vacant, à la suite du refus du roi des Pays-Bas, Guillaume d’Orange, de reconnaître un « évêque catholique étranger » (Lejéas) sur son territoire. Barrett est élu vicaire capitulaire le 26 septembre 1814. Il administre le diocèse de Liège durant quatorze ans, jusqu’à la nomination de Corneille van Bommel en 1829.

## Évêque de Namur
Résistant à toutes les tentatives d’empiétement du gouvernement des Pays-Bas, et adressant même une lettre de « remontrances respectueuses » à Guillaume Ier, il est un farouche défenseur des libertés catholiques face à un gouvernement calviniste tatillon.
Cela lui vaut l’estime du Saint-Siège. Aussi n’est-il pas surprenant qu’il soit choisi comme évêque de Namur, lorsque après l’indépendance de la Belgique (1830) le choix peut se faire de manière libre. Jean-Arnold Barrett est consacré évêque de Namur le 16 juin 1833 par Engelbert Sterckx, archevêque de Malines, avec comme co-consécrateurs Jean-Joseph Delplancq et Corneille van Bommel.

## Gouvernement du diocèse
La liberté religieuse retrouvée, Barrett se met en tâche de redonner vie et élan au diocèse. Il réorganise le chapitre cathédral de Namur ainsi que l’administration diocésaine. Pour assurer l’unité du clergé il impose l’usage exclusif du bréviaire et rituel romain.
Il organise la visite systématique des paroisses. Lui-même administre le sacrement de confirmation à près de 50 000 personnes lors de ses visites canoniques, jusque dans les paroisses les plus reculées de son vaste territoire (qui alors comprenait encore une partie du Grand-Duché de Luxembourg). Il fait de l’adoration perpétuelle du Saint-Sacrement une solennité liturgique paroissiale, avec cérémonies et pratiques de dévotions.
Il ouvre des cours de philosophie (petit-séminaires) à Floreffe (1833) et Bastogne (1834). Des nouvelles congrégations religieuses diocésaines sont encouragées : l’institut des sœurs de la Providence est approuvé en juillet 1834, les Sœurs de Sainte-Marie en novembre 1834 et les Filles de Marie de Pesche en mai 1835.
Âgé de 65 ans, il se retire dans sa propriété familiale de Flémalle-Haute en mai 1835. Il y meurt le 31 juillet 1835.

## Armoiries
Issu d'une importante famille noble d'Irlande, Jean-Arnold Barrett arborait De gueules à trois coquilles d'argent, au chef émanché de quatre pièces du même. Supporté par deux sauvages, l'écu y est timbré d'une couronne de marquis ou, selon les versions, d'un heaume taré de face sommé de la même couronne. En qualité d'évêque, les ornements ecclésiastiques y furent ajoutés, à savoir la mitre et la crosse au-dessus de l'écu, le tout étant surmonté du chapeau de sinople.
Comme devise personnelle, il adopta « Deus Meus In Te Confido. »